# Concours Eurovision de la chanson 2026
United by Music
- Pays confirmés
- Pays ayant participé dans le passé

Bâle 2025
Le Concours Eurovision de la chanson 2026 sera la 70e édition du Concours. Il aura lieu les 12, 14 et 16 mai 2026 à la Wiener Stadthalle de Vienne, en Autriche, à la suite de la victoire de JJ lors de l'édition 2025 avec sa chanson Wasted Love. C'est la troisième fois que le pays accueillera l'Eurovision après les éditions 1967 et 2015.

## Préparation du concours
| \| 100 km1:5 838 000 Ville candidate \| Innsbruck Vienne |
| 100 km1:5 838 000 Ville candidate                        |

| 100 km1:5 838 000 Ville candidate |

À la suite de la victoire autrichienne en 2025, l'édition 2026 a lieu en Autriche. Les préparations commencent dès la conférence de presse de la victoire de JJ, dans la nuit du 17 au 18 mai 2025, lorsqu'un représentant de l'UER remet à ceux du diffuseur autrichien ORF les premiers documents concernant l'organisation de l'événement. Le pays reçoit l'Eurovision pour la troisième fois, après avoir accueilli les éditions 1967 et 2015 à Vienne.

### Lieu
Le 18 mai 2025, lendemain de la victoire de l'Autriche, plusieurs villes et leurs autorités locales déclarent être intéressées par l'accueil du Concours. Ainsi le maire de Vienne, Michael Ludwig, annonce vouloir accueillir l'Eurovision 2026. Le directeur général du diffuseur ORF, Roland Weißmann note que la proximité avec un aéroport international ainsi que la capacité de la salle à accueillir un tel événement sont deux critères clés. D'autres villes se proposent également : Graz avec la Stadthalle Graz, Innsbruck avec la Olympiahalle, Oberwart, Sankt Pölten avec la VAZ St. Pölten ou encore Ebreichsdorf avec Comer City. De plus, Linz et Wels annoncent étudier une candidature conjointe qui implique la construction d'une nouvelle salle,. À l'inverse, Salzbourg et Klagenfurt annoncent ne pas être intéressées.
L'ORF lance officiellement le processus de sélection de la ville hôte le 2 juin 2025. Les municipalités intéressées ont jusqu'au 4 juillet pour fournir leur dossier de candidature. Au terme de la période de candidature, seules Innsbruck et Vienne ont soumis un dossier, les autres villes ne se présentant finalement pas,,.
Le 20 août 2025, l'UER annonce que cette édition se tiendra les 12, 14 et 16 mai 2026 à la Wiener Stadthalle de Vienne.

### Organisation
Le 20 août 2025, peu après l'annonce de la ville hôte, Michael Ludwig, maire de Vienne, annonce que la ville prévoit un budget de 22,6 M€ pour l'accueil de l'événement.

### Identité visuelle

Logo générique utilisé entre 2015 et 2025

Nouvelle version du logo générique.

Le 18 août 2025, l'UER dévoile une nouvelle version du logo générique de l'Eurovision, créée par le studio londonien Pals, pour célébrer le 70eanniversaire du concours,.

## Liste provisoire des participants
Un maximum de 44 membres de l'UER sont autorisés à prendre part au Concours. Une fois inscrits, ils sont connus sous le nom de « diffuseurs participants ». Seuls 26 d'entre eux peuvent participer à la finale, dont six ont la garantie d'une place automatique : le diffuseur hôte — l' Autriche — et les diffuseurs participants du Big Five (Allemagne, Espagne, France, Italie et Royaume-Uni). Les autres diffuseurs participants sont inscrits dans une des deux demi-finales et concourent ainsi pour l'une des 20 places restantes en finale.
À ce jour, dix-neuf pays ont confirmé leur participation.

### Demi-finalistes
| Pays       | Artiste                      | Chanson                      | Langue                       |
| ---------- | ---------------------------- | ---------------------------- | ---------------------------- |
| Albanie    | Sélection en décembre 2025   | Sélection en décembre 2025   | Sélection en décembre 2025   |
| Chypre     |                              |                              |                              |
| Danemark   | Sélection le 14 février 2026 | Sélection le 14 février 2026 | Sélection le 14 février 2026 |
| Finlande   | Sélection le 28 février 2026 | Sélection le 28 février 2026 | Sélection le 28 février 2026 |
| Grèce      |                              |                              |                              |
| Israël     |                              |                              |                              |
| Lettonie   | Sélection le 14 février 2026 | Sélection le 14 février 2026 | Sélection le 14 février 2026 |
| Lituanie   |                              |                              |                              |
| Luxembourg | Sélection le 24 janvier 2026 | Sélection le 24 janvier 2026 | Sélection le 24 janvier 2026 |
| Malte      |                              |                              |                              |
| Norvège    |                              |                              |                              |
| Pays-Bas   |                              |                              |                              |
| Serbie     |                              |                              |                              |
| Suède      |                              |                              |                              |
| Suisse     |                              |                              |                              |

### Finalistes
| Pays         | Artiste                      | Chanson                      | Langue                       |
| ------------ | ---------------------------- | ---------------------------- | ---------------------------- |
| Allemagne    |                              |                              |                              |
| Autriche H T | Sélection en février 2026    | Sélection en février 2026    | Sélection en février 2026    |
| Espagne      | Sélection le 14 février 2026 | Sélection le 14 février 2026 | Sélection le 14 février 2026 |
| Royaume-Uni  |                              |                              |                              |

### Non-participants
Le diffuseur andorran RTVA annonce le 26 mai 2025 qu'il ne participera pas, refusant par la même le partenariat proposé en février par la chaîne catalane TV3,. Les diffuseurs bosniaque et slovaque annoncent ne pas revenir pour des raisons financières,.